# Associazione Calcio Hellas Verona 1961-1962
Questa voce raccoglie le informazioni riguardanti l'Associazione Calcio Hellas Verona nelle competizioni ufficiali della stagione 1961-1962.

## Rosa
| N. |                   | Ruolo | Calciatore          |
| -- | ----------------- | ----- | ------------------- |
|    | Italia (bandiera) | P     | Giorgio Bissoli     |
|    | Italia (bandiera) | P     | Santino Ciceri      |
|    | Italia (bandiera) | D     | Auro Enzo Basiliani |
|    | Italia (bandiera) | D     | Sante Begali        |
|    | Italia (bandiera) | D     | Eros Fassetta       |
|    | Italia (bandiera) | D     | Lino Grava          |
|    | Italia (bandiera) | D     | Giancarlo Savoia    |
|    | Italia (bandiera) | C     | Gino Bertucco       |
|    | Italia (bandiera) | C     | Pierluigi Cera      |
|    | Italia (bandiera) | C     | Giorgio Maioli      |

| N. |                   | Ruolo | Calciatore               |
| -- | ----------------- | ----- | ------------------------ |
|    | Italia (bandiera) | C     | Sergio Morin             |
|    | Italia (bandiera) | C     | Luciano Pacco            |
|    | Italia (bandiera) | C     | Giovan Battista Pirovano |
|    | Italia (bandiera) | C     | Erasmo Zamperlini        |
|    | Italia (bandiera) | A     | Dario Baruffi            |
|    | Italia (bandiera) | A     | Antonio Corso            |
|    | Italia (bandiera) | A     | Alberto Fontanesi        |
|    | Italia (bandiera) | A     | Adriano Maschietto       |
|    | Italia (bandiera) | A     | Guido Postiglione        |
|    | Italia (bandiera) | A     | Giovanni Zavaglio        |

## Risultati

### Serie B

#### Girone di andata
| 3 settembre 1961 1ª giornata | Genoa | 2 – 1 | Verona |  |

| 10 settembre 1961 2ª giornata | Verona | 1 – 0 | Catanzaro |  |

| 17 settembre 1961 3ª giornata | Verona | 3 – 0 | Cosenza |  |

| 24 settembre 1961 4ª giornata | Sambenedettese | 1 – 0 | Verona |  |

| 1º ottobre 1961 5ª giornata | Bari | 0 – 0 | Verona |  |

| 8 ottobre 1961 6ª giornata | Verona | 0 – 0 | Simmenthal-Monza |  |

| 22 ottobre 1961 7ª giornata | Prato | 1 – 0 | Verona |  |

| 29 ottobre 1961 8ª giornata | Parma | 0 – 2 | Verona |  |

| 5 novembre 1961 9ª giornata | Brescia | 0 – 3 | Verona |  |

| 19 novembre 1961 10ª giornata | Verona | 2 – 0 | Alessandria |  |

| 26 novembre 1961 11ª giornata | Pro Patria | 0 – 1 | Verona |  |

| 3 dicembre 1961 12ª giornata | Verona | 1 – 2 | Novara |  |

| 10 dicembre 1961 13ª giornata | Verona | 4 – 1 | Reggiana |  |

| 17 dicembre 1961 14ª giornata | Modena | 1 – 0 | Verona |  |

| 24 dicembre 1961 15ª giornata | Verona | 1 – 1 | Lucchese |  |

| 9 dicembre 1951 16ª giornata | Verona | 2 – 0 | Como |  |

| 7 gennaio 1962 17ª giornata | Napoli | 0 – 0 | Verona |  |

| 22 ottobre 1978 18ª giornata | Lazio | 1 – 1 | Verona |  |

| 21 gennaio 1962 19ª giornata | Verona | 0 – 0 | Messina |  |

#### Girone di ritorno
| 28 gennaio 1962 20ª giornata | Verona | 1 – 0 | Genoa |  |

| 4 febbraio 1962 21ª giornata | Catanzaro | 1 – 3 | Verona |  |

| 11 febbraio 1962 22ª giornata | Cosenza | 0 – 1 | Verona |  |

| 18 febbraio 1962 23ª giornata | Verona | 0 – 0 | Sambenedettese |  |

| 25 febbraio 1962 24ª giornata | Verona | 2 – 1 | Bari |  |

| 4 marzo 1962 25ª giornata | Simmenthal-Monza | 1 – 0 | Verona |  |

| 11 marzo 1962 26ª giornata | Verona | 1 – 0 | Prato |  |

| 18 marzo 1962 27ª giornata | Verona | 1 – 1 | Parma |  |

| 25 marzo 1962 28ª giornata | Verona | 1 – 1 | Brescia |  |

| 1º aprile 1962 29ª giornata | Alessandria | 1 – 0 | Verona |  |

| 8 aprile 1962 30ª giornata | Verona | 0 – 1 | Pro Patria |  |

| 15 aprile 1962 31ª giornata | Novara | 0 – 0 | Verona |  |

| 22 aprile 1962 32ª giornata | Reggiana | 1 – 1 | Verona |  |

| 29 aprile 1962 33ª giornata | Verona | 2 – 2 | Modena |  |

| 6 maggio 1962 34ª giornata | Lucchese | 1 – 1 | Verona |  |

| 13 maggio 1962 35ª giornata | Como | 1 – 1 | Verona |  |

| 20 maggio 1962 36ª giornata | Verona | 0 – 1 | Napoli |  |

| 27 maggio 1962 37ª giornata | Verona | 1 – 0 | Lazio |  |

| 3 giugno 1962 38ª giornata | Messina | 4 – 1 | Verona |  |

### Coppa Italia
| 1961 Primo turno | Verona | 2 – 0 | Pro Patria |  |

| 3 giugno 1962 Secondo Turno                  | Verona               | 2 – 2 (d.t.s.) | SPAL |  |
| \| \| \| \| \| \| Tiri di rigore 5 – 6 \| \| |                      |                |      |  |
|                                              |                      |                |      |  |
|                                              | Tiri di rigore 5 – 6 |                |      |  |

## Statistiche

### Statistiche di squadra
| Competizione | Punti | In casa | In casa | In casa | In casa | In casa | In casa | In trasferta | In trasferta | In trasferta | In trasferta | In trasferta | In trasferta | Totale | Totale | Totale | Totale | Totale | Totale | DR  |
| Competizione | Punti | G       | V       | N       | P       | Gf      | Gs      | G            | V            | N            | P            | Gf           | Gs           | G      | V      | N      | P      | Gf     | Gs     | DR  |
| ------------ | ----- | ------- | ------- | ------- | ------- | ------- | ------- | ------------ | ------------ | ------------ | ------------ | ------------ | ------------ | ------ | ------ | ------ | ------ | ------ | ------ | --- |
| Serie B      | 42    | 19      | 9       | 7       | 3       | 23      | 11      | 19           | 5            | 7            | 7            | 16           | 16           | 38     | 14     | 14     | 10     | 39     | 27     | +12 |
| Coppa Italia |       | 2       | 1       | 1       | 0       | 4       | 2       | -            | -            | -            | -            | -            | -            | 2      | 1      | 1      | 0      | 4      | 2      | +2  |
| Totale       |       | 21      | 10      | 8       | 3       | 27      | 13      | 19           | 5            | 7            | 7            | 16           | 16           | 40     | 15     | 15     | 10     | 43     | 29     | +14 |

### Statistiche dei giocatori
| Giocatore      | Serie B  | Serie B | Coppa Italia | Coppa Italia | Totale   | Totale |
| Giocatore      | Presenze | Reti    | Presenze     | Reti         | Presenze | Reti   |
| -------------- | -------- | ------- | ------------ | ------------ | -------- | ------ |
| D. Baruffi     | 14       | 0       | 1            | 0            | 15       | 0      |
| A. Basiliani   | 20       | 0       | 1            | 0            | 21       | 0      |
| S. Begali      | 9        | 0       | 2            | 0            | 11       | 0      |
| G. Bertucco    | 24       | 1       | 2            | 0            | 26       | 1      |
| G. Bissoli     | 1        | -1      | -            | -            | 1        | -1     |
| P. Cera        | 29       | 1       | 2            | 1            | 31       | 2      |
| S. Ciceri      | 37       | -26     | 2            | -2           | 39       | -28    |
| A. Corso       | 3        | 1       | -            | -            | 3        | 1      |
| E. Fassetta    | 31       | 0       | 1            | 0            | 32       | 0      |
| A. Fontanesi   | 11       | 1       | -            | -            | 11       | 1      |
| L. Grava       | 32       | 0       | 1            | 0            | 33       | 0      |
| G. Maioli      | 36       | 5       | 2            | 2            | 38       | 7      |
| A. Maschietto  | 25       | 6       | -            | -            | 25       | 6      |
| S. Morin       | 16       | 0       | 1            | 0            | 17       | 0      |
| L. Pacco       | 28       | 0       | 1            | 0            | 29       | 0      |
| G.B. Pirovano  | 37       | 5       | 2            | 0            | 39       | 5      |
| G. Postiglione | 36       | 13      | 2            | 0            | 38       | 13     |
| G. Savoia      | ?        | ?       | 1            | 1            | 1+       | 1+     |
| E. Zamperlini  | 23       | 2       | -            | -            | 23       | 2      |
| G. Zavaglio    | 6        | 2       | 1            | 0            | 7        | 2      |